# Blackmore's Night
Blackmore's Night é uma banda de folk rock de estilo renascentista liderada por Ritchie Blackmore (guitarra e violão) e Candice Night (letras e vocal principal). Até o momento, eles lançaram dez álbuns de estúdio; seu último,  All Our Yesterdays , foi lançado em 18 de setembro de 2015.

## Integrantes
- Ritchie Blackmore – O marido da vocalista Candice Night, participou do grupo Deep Purple e Rainbow antes de recrutar os músicos para tocar canções que falassem sobre a Renascença. No seu primeiro DVD, lançado em 2005, Ritchie nos conta que se apaixonou pela música renascentista desde os 9 anos. Quando trabalhava no Deep Purple, conheceu Candice, que trabalhava em backing vocals. Eles foram ficando amigos e logo se apaixonaram, e perceberam que tinham mais coisas em comum do que diferenças. Ritchie coloca em destaque que quando ouviu Candice cantar, ele sabia que ela tinha esse dom para canções renascentistas. Logo se casaram e formaram a banda. Ritchie toca principalmente instrumentos de corda.

- Candice Night- Esposa do ex-Deep Purple, Candice faz um ótimo trabalho de vocais com as Sisters of the Moon. Canta desde os três anos também, e diz que desde que era pequena se encantou pela magia da música. Fez aula de canto em vários lugares, participou de corais em escolas e clubes, até que conheceu Ritchie e aí começou os Blackmore’s Night.

A banda Blackmore's Night conta ainda com músicos de apoio, atualmente são:
- Bard David of Larchmont (David Baranowski) - Teclado (desde 2003)
- Earl Grey of Chamay (Mike Clemente) - Baixo, bandolim e guitarra rítmica (desde 2008)
- Troubadour of Aberdeen - Percussão (desde 2012)
- Lady Kelly De Winter (Kelly Morris) - Trompa francesa e vocais harmônicos (desde 2012)
- Scarlet Fiddler - Violino (desde 2012)

## Discografia

### Compactos
- "The Times They Are a Changin'" (2002)
- "Home Again" (2003)
- "All Because of You" (2004)
- "I'll Be There (Just Call My Name)" (2005)
- "Old Mill Inn" (2005)
- "Hark the Herald Angels Sing" (2006)

### Álbuns
- Shadow of the Moon (1997)
- Under a Violet Moon (1999)
- Fires at Midnight (2001)
- Ghost of a Rose (2003)
- The Village Lanterne (2006)
- Winter Carols (2006)
- Secret Voyage (2008)
- Autumn Sky (2010)
- The Beginning - Velvet Box CD/DVD (2012)
- Dancer and The Moon (2013)
- All Our Yesterdays (2015)
- Nature's Light (2021)
- Shadow of the Moon (25th Anniversary Edition) (2023)

### Álbuns ao vivo
- Past Times with Good Company (2003)

### Compilações
- Minstrels and Ballads (2001) (somente para o Japão)
- Beyond the Sunset: The Romantic Collection (2004)
- To the Moon And Back  (2017)

## Videografia

### Vídeos musicais
- Shadow of The Moon
- Renaissance Faire
- Once In A Million Years
- Way to Mandalay
- Times They Are A Changin'
- Christmas Eve
- The Village Lanterne
- Locked Within The Crystal Ball
- No Second Change
- Hanging Tree
- Olde Mill Inn
- Highland
- The Moon is Shining (Somewhere Over The Sea)
- All Our Yesterdays

### DVD
- Castles and Dreams (2005)
- Paris Moon (2007)
- A Knight in York (2012)
- The Beginning - Velvet Box CD/DVD (2012)